# Dogmat o Bożym Macierzyństwie Najświętszej Maryi Panny

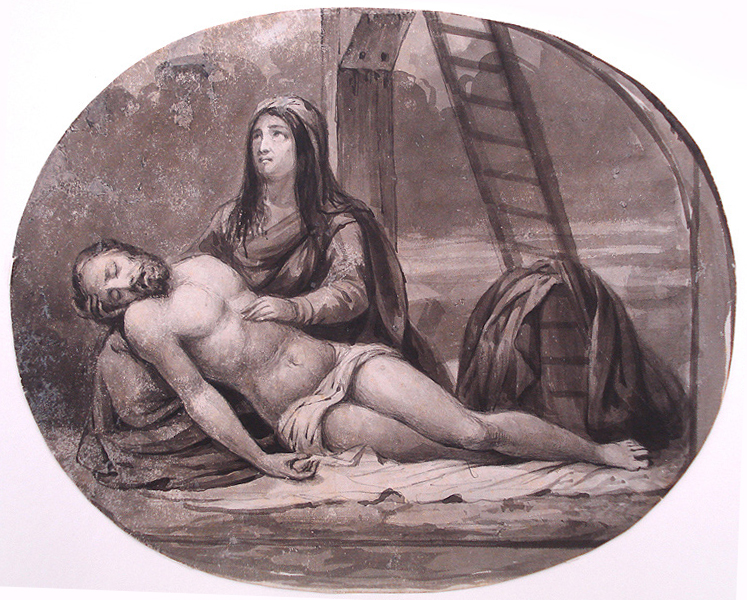
Pietà (Manuel de Araújo Porto-alegre)

Dogmat o Bożym Macierzyństwie Najświętszej Maryi Panny – pierwszy z dogmatów maryjnych, sformułowany i przyjęty przez sobór w Efezie: Maryja jest prawdziwie Matką Bożą, ponieważ jest Matką odwiecznego Syna Bożego (J 2,1; 19,25; BT), który stał się człowiekiem, i który sam jest Bogiem (współistotny Bogu Ojcu) (KKK 509).
U zarania chrześcijaństwa wzrastającego w obrębie kultur pogańskich, wielu szkół filozoficznych i rozbieżnych interpretacji (zob. antytrynitaryzm), w okresie kształtowania nauki Kościoła, konieczne stało się sprecyzowanie terminów teologicznych. W 431 roku na zwołanym w Efezie III soborze powszechnym dyskutowano o dwoistości natury Chrystusa i wynikającego z tego dualizmu tytułu „Bogurodzica”. Cyryl Aleksandryjski uzasadnił kwestionowany (herezja chrystologiczna) przez Nestoriusza tytuł Theotokos (gr. Θεοτόκος) – Bogurodzica (DS 250, DS 251) (KKK 466). Już pierwszego dnia soboru (22 czerwca) odczytano list (drugi) Cyryla do Nestoriusza i wtedy został podpisany przez 198 biskupów. Po przybyciu na sobór legatów papieskich również oni (11 lipca) podpisali dokument. Zgromadzeni na soborze biskupi uznali, że list Cyryla stanowi autentyczną interpretację Symbolu Nicejskiego. W efekcie prac dogmatycznych soboru przyjęto, iż Maryja jest Matką Boga (por. Łk 1, 43), a ten, którego poczęła jako człowieka z Ducha Świętego i który prawdziwie stał się jej synem według ciała, nie jest nikim innym jak odwiecznym Synem Bożym (KKK 423), drugą osobą Trójcy Świętej. Mimo iż Sobór Efeski nie ogłosił nowego wyznania wiary, broniony tam tytuł Theotokos stanowi podstawę doktryny mariologicznej. Powstałe wokół rozbieżnych interpretacji kontrowersje teologiczne przyczyniły się do lepszego opracowania zagadnień chrystologicznych. Spór co do określenia związku boskiej i ludzkiej natury Jezusa Chrystusa po Wcieleniu i określenia Maryi jako Theotokos rozstrzygnął Sobór chalcedoński (DS 301), ogłaszając Chalcedońskie wyznanie wiary. Ustalenia roli Matki Bożej, która dała ciało ludzkie Boskiej Osobie (Preegzystencja Chrystusa) potwierdzono na kolejnych soborach w Konstantynopolu (II i III), a także w konstytucji Pawła IV Cum quorundam (1555), w wyznaniu wiary Benedykta XIV (z opublikowanej w 1743 roku Konstytucji Nuper ad nos), encyklice Piusa XI Lux Veritatis temporumque testis (1931), a także w VIII rozdziale konstytucji Lumen gentium soboru watykańskiego II „Błogosławiona Maryja Dziewica Boża Rodzicielka w tajemnicy Chrystusa i Kościoła” (1964) i encyklice Redemptoris Mater (1987), oraz Liście apostolskim Mulieris dignitatem Jana Pawła II (1988) – Consensus Theologorum.
Wobec prawdy o Jezusie Chrystusie, będącej pierwszym i głównym przedmiotem wiary chrześcijańskiej(J 6,47), dogmaty wiary chronią i wyjaśniają tę prawdę, mając dla niej znaczenie służebne. Sobór w Efezie miał wpływ na ożywienie kultu maryjnego (hyperdulię): sztukę sakralną (malarstwo, rzeźbiarstwo, budownictwo świątyń np. Bazylika Matki Bożej Większej i innych obiektów, którym Matka Boża patronuje), literaturę (czego przykładami są między innymi dokumenty ojców Kościoła – Consensus Patrum, dzieła, utwory i hymny m.in. Piotra Chryzologa, Leona Wielkiego, Romana Pieśniarza, Leandra z Sewilli, Izydora z Sewilli, Ildefonsa z Toledo, Germana z Konstantynopola, Andrzeja z Krety, Jana Damasceńskiego, Seduliusza, czy Tomasza z Akwinu), a przede wszystkim znalazł odbicie w liturgii chrześcijańskiej i kaznodziejstwie. W ocenie Stanisława Celestyna Napiórkowskiego teologia protestancka w interpretacji chrystologicznej nie kwestionuje tytułu Theotokos, ale sprzeciwia się widzeniu w nim podstawy kultu maryjnego.